# قروب جي 180 إس بيه إن
قروب جي 180 إس بيه إن (بالإنجليزية: Grob G180 SPn) هي طائرة أعمال تصنيع من قبل قروب إيروسبيس الألمانية. لها مقدرة علي الهبوط في المدارج المعبدة والغير معبدة كالهبوط علي العشب أوالحصي. الطائرة حلقت لأول مرة في 20 يوليو 2005، وتكلفة صنع الواحدة منها 5.8 مليون يورو.

## المواصفات
الخصائص العامة
- الطول:  ()
- باع الجناح:  ()
- الارتفاع:  ()

الأداء